# The U.S. Versus John Lennon (soundtrack)
The U.S. vs. John Lennon är filmmusik till dokumentärfilmen The U.S. vs. John Lennon från 2006. 

## Låtlista
Alla låtar är skrivna av John Lennon där inget annat namn anges.
1. "Power to the People" – 3:22
2. "Nobody Told Me" – 3:34
3. "Working Class Hero" – 3:48
4. "I Found Out" – 3:37
5. "Bed Peace" (John Lennon, Yoko Ono)
6. "The Ballad of John and Yoko" (Lennon/McCartney) – 3:00
7. "Give Peace a Chance" – 4:50
8. "Love" – 3:23
9. "Attica State" (live, inspelad 1971 för John Sinclair Freedom Rally vid Crisler Arena i Ann Arbor, Michigan)
10. "Happy Xmas (War Is Over)" (Lennon, Ono) – 3:37
11. "I Don't Wanna Be a Soldier Mama" – 6:05
12. "Imagine" – 3:02
13. "How Do You Sleep" (instrumental)
14. "New York City" – 4:30
15. "John Sinclair" (live, inspelad 1971 för John Sinclair Freedom Rally vid Crisler Arena i Ann Arbor, Michigan)
16. "Scared"
17. "God" – 4:09
18. "Here We Go Again"
19. "Gimme Some Truth" – 3:15
20. "Oh My Love" (Lennon, Ono) – 2:44
21. "Instant Karma!" – 3:20